# 伯克萊爾 (密西西比州)
伯克萊爾（英語：Berclair）是位於美國密西西比州利福勒縣的非建制地區。

## 歷史
伯克萊爾的郵局於1890年設立，1894年結業後又於1899年重啟，最終於1920年停運。

## 地理
伯克萊爾所處的海拔為高於海平面38米（即125英呎），而該地所採用的時區為UTC-6，即北美中部時區（CST）。同時該地設有夏令時間，為UTC-6調快一小時，即UTC-5（CDT）。